# Tony Awards 1978
Die Verleihung der 32. Tony Awards 1978 (32nd Annual Tony Awards) fand am 4. Juni 1978 im Shubert Theatre in New York City statt. Moderator der Veranstaltung war Bonnie Franklin, als Laudatoren fungierten Ed Asner, Mikhail Baryshnikov, Carol Channing, Bonnie Franklin, Robert Guillaume, Julie Harris, Helen Hayes, Bob Hope, Gene Kelly, Linda Lavin, Jack Lemmon, Hal Linden, Roy Scheider und Dick Van Patten. Ausgezeichnet wurden Theaterstücke und Musicals der Saison 1977/78, die am Broadway ihre Erstaufführung hatten. Die Preisverleihung wurde erstmals vom Columbia Broadcasting System im Fernsehen übertragen.

## Hintergrund
Die Antoinette Perry Awards for Excellence in Theatre, oder besser bekannt als Tony Awards, werden seit 1947 jährlich in zahlreichen Kategorien für herausragende Leistungen bei Broadway-Produktionen und -Aufführungen der letzten Theatersaison vergeben. Zusätzlich werden verschiedene Sonderpreise, z. B. der Regional Theatre Tony Award, verliehen. Benannt ist die Auszeichnung nach Antoinette Perry. Sie war 1940 Mitbegründerin des wiederbelebten und überarbeiteten American Theatre Wing (ATW). Die Preise wurden nach ihrem Tod im Jahr 1946 vom ATW zu ihrem Gedenken gestiftet und werden bei einer jährlichen Zeremonie in New York City überreicht.

## Gewinner und Nominierte

### Theaterstücke
| Kategorie                            | Preisträger      | Theaterstück                   | Nominierungen |
| Bestes Theaterstück                  | Hugh Leonard     | Da                             | - Chapter Two – Neil Simon - Deathtrap – Ira Levin - The Gin Game – D. L. Coburn                                                                         |
| Bester Hauptdarsteller Theaterstück  | Barnard Hughes   | Da als Da                      | - Hume Cronyn in The Gin Game als Weller Martin - Frank Langella in Dracula als Dracula - Jason Robards in A Touch of the Poet als Cornelius Melody      |
| Beste Hauptdarstellerin Theaterstück | Jessica Tandy    | The Gin Game als Fonsia Dorsey | - Anne Bancroft in Golda als Golda Meir - Anita Gillette in Chapter Two als Jennie Maclaine - Estelle Parsons in Miss Margarida’s Way als Miss Margarida |
| Bester Nebendarsteller Theaterstück  | Lester Rawlins   | Da als Drumm                   | - Morgan Freeman in The Mighty Gents als Zeke - Victor Garber in Deathtrap als Clifford Anderson - Cliff Gorman in Chapter Two als Leo Schneider         |
| Beste Nebendarstellerin Theaterstück | Ann Wedgeworth   | Chapter Two als Faye Medwick   | - Starletta DuPois in The Mighty Gents als Rita - Swoosie Kurtz in Tartuffe als Mariane - Marian Seldes in Deathtrap als Myra Bruhl                      |
| Beste Theaterregie                   | Melvin Bernhardt | Da                             | - Robert Moore – Deathtrap - Mike Nichols – The Gin Game - Dennis Rosa – Dracula                                                                         |

### Musicals
| Kategorie                       | Preisträger                                                        | Musical                                   | Nominierungen |
| Bestes Musical                  | Ain’t Misbehavin’                                                  | Ain’t Misbehavin’                         | - Dancin’ - On the Twentieth Century - Runaways |
| Bester Hauptdarsteller Musical  | John Cullum                                                        | On the Twentieth Century als Oscar Jaffee | - Eddie Bracken in Hello, Dolly! als Horace Vandergelder - Barry Nelson in The Act als Dan Conners - Gilbert Price in Timbuktu! als The Mansa of Mali                                                                                         |
| Beste Hauptdarstellerin Musical | Liza Minnelli                                                      | The Act als Michelle Craig                | - Madeline Kahn in On the Twentieth Century als Lily Garland/Mildred Plotka - Eartha Kitt in Timbuktu! als Shaleem La Lume - Frances Sternhagen in Angel als Eliza Gant                                                                       |
| Bester Nebendarsteller Musical  | Kevin Kline                                                        | On the Twentieth Century als Bruce Granit | - Steven Boockvor in Working als John Fortune/Marco Camerone - Wayne Cilento in Dancin’ als Performer - Rex Everhart in Working als Herb Rosen/Booker Page                                                                                    |
| Beste Nebendarstellerin Musical | Nell Carter                                                        | Ain’t Misbehavin’ als Nell                | - Imogene Coca in On the Twentieth Century als Letitia Primrose - Ann Reinking in Dancin’ als Verschiedene Charaktere - Charlayne Woodard in Ain’t Misbehavin’ als Charlaine                                                                  |
| Bestes Musicallibretto          | Betty Comden und Adolph Green                                      | On the Twentieth Century                  | - Christopher Durang – A History of the American Film - Elizabeth Swados – Runaways - Stephen Schwartz – Working |
| Beste Originalmusik             | Cy Coleman (Musik) sowie Betty Comden und Adolph Green (Liedtexte) | On the Twentieth Century                  | - The Act – John Kander (Musik) und Fred Ebb (Liedtexte) - Runaways – Elizabeth Swados (Musik und Liedtexte) - Working – Craig Carnelia, Micki Grant, Mary Rodgers, Susan Birkenhead, Stephen Schwartz und James Taylor (Musik und Liedtexte) |
| Beste Musicalregie              | Richard Maltby, Jr.                                                | Ain’t Misbehavin’                         | - Bob Fosse – Dancin’ - Harold Prince – On the Twentieth Century - Elizabeth Swados – Runaways |

### Theaterstücke oder Musicals
| Kategorie            | Preisträger    | Theaterstück bzw. Musical | Nominierungen                                                                                      |
| Bestes Bühnenbild    | Robin Wagner   | On the Twentieth Century  | - Zack Brown – The Importance of Being Earnest - Edward Gorey – Dracula - David Mitchell – Working |
| Beste Choreographie  | Bob Fosse      | Dancin’                   | - Arthur Faria – Ain’t Misbehavin’ - Ron Lewis – The Act - Elizabeth Swados – Runaways             |
| Beste Kostüme        | Edward Gorey   | Dracula                   | - Halston – The Act - Geoffrey Holder – Timbuktu! - Willa Kim – Dancin’                            |
| Bestes Lichtdesign   | Jules Fisher   | Dancin’                   | - Jules Fisher – Beatlemania - Tharon Musser – The Act - Ken Billington – Working                  |
| Beste Wiederaufnahme | Hamilton Deane | Dracula                   | - Tartuffe - Timbuktu! - A Touch of the Poet                                                       |

### Sonderpreise (ohne Wettbewerb)
| Kategorie              | Preisträger | Grund der Preisverleihung       |
| Regional Theatre Award | The Long Wharf Theatre, New Haven, Connecticut | Lawrence Langner Memorial Award |
| Special Tony Award     | Irving Berlin |                                 |
| Special Tony Award     | Charles Moss und Stan Dragoti (von Wells, Rich, Greene, Inc.), die Schöpfer von I Love New York Broadway Show Tours und William S. Doyle vom New York State Department of Commerce | Theatre Award ’78               |

## Statistik
Mehrfache Nominierungen
- 9 Nominierungen: On the Twentieth Century
- 7 Nominierungen: Dancin’
- 6 Nominierungen: The Act und Working
- 5 Nominierungen: Ain’t Misbehavin’, Dracula und Runaways
- 4 Nominierungen: Chapter Two, Da, Deathtrap, The Gin Game und Timbuktu!
- 2 Nominierungen: The Mighty Gents, Tartuffe und A Touch of the Poet

Mehrfache Gewinne
- 5 Gewinne: On the Twentieth Century
- 4 Gewinne: Da
- 3 Gewinne: Ain’t Misbehavin’
- 2 Gewinne: Dancin’ und Dracula